# Kanadakranich

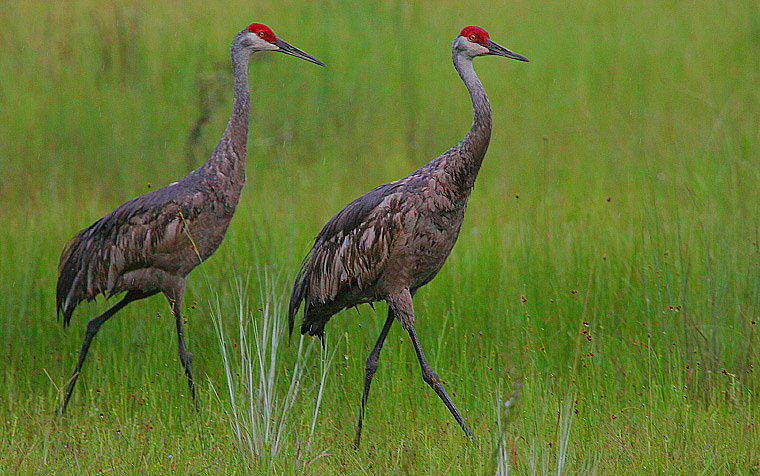
Kanadakraniche im Regen, Florida, USA

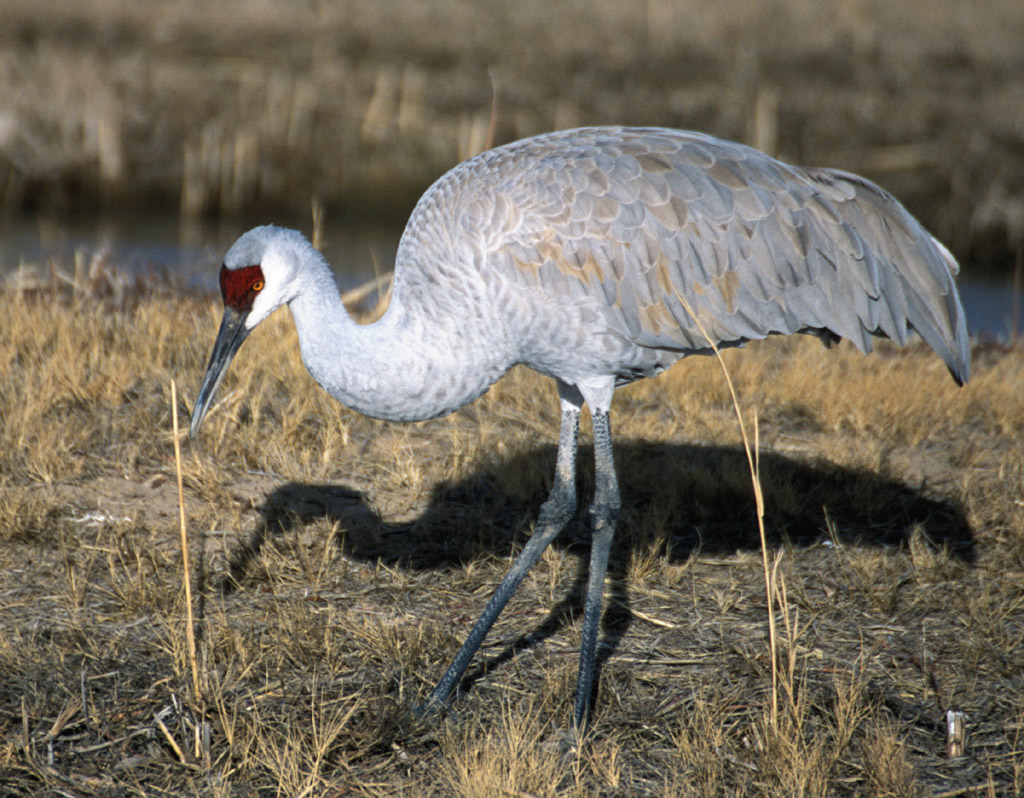
Kanadakranich, New Mexico, USA

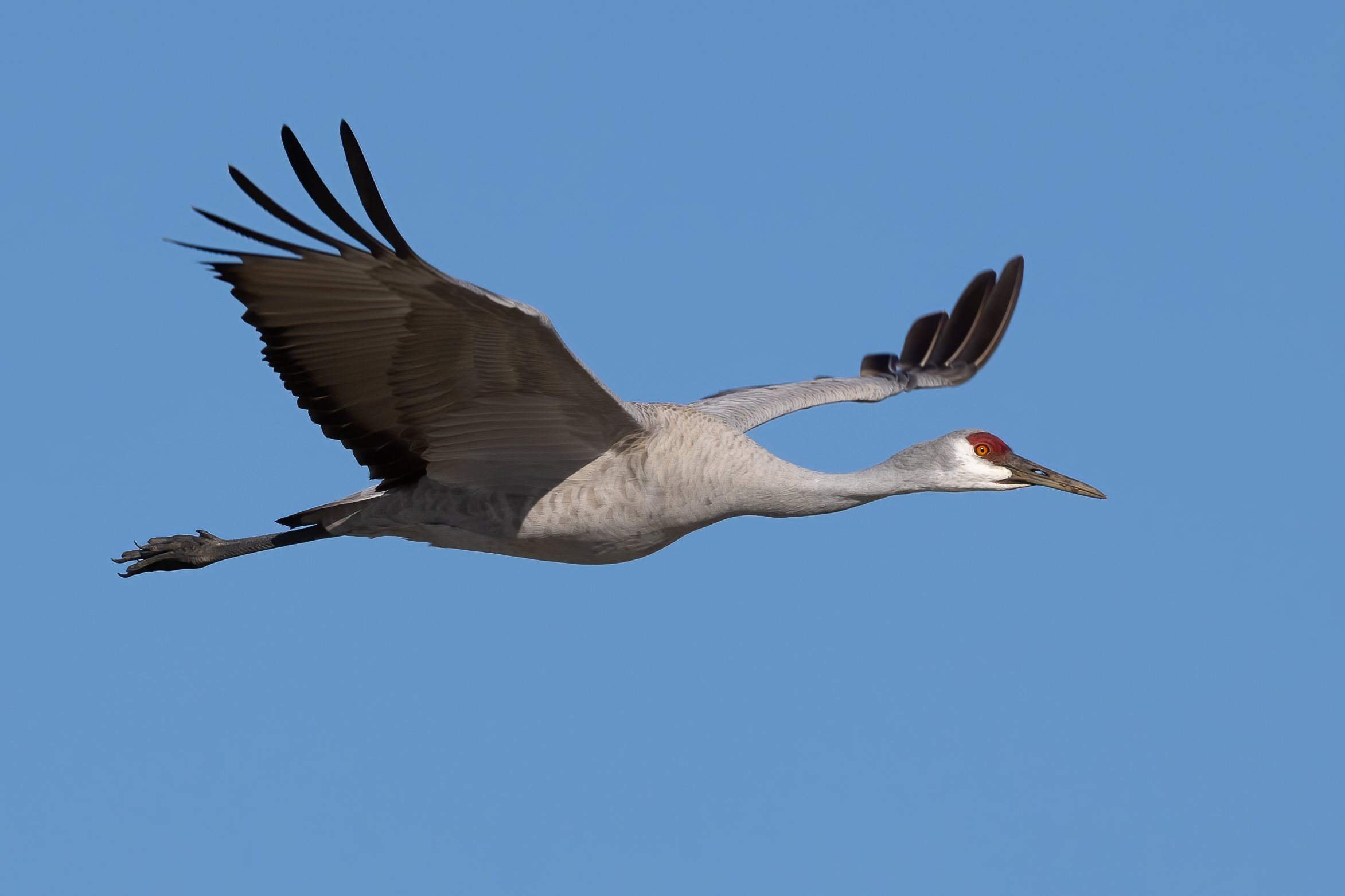
Fliegender Kanadakranich

Der Kanadakranich (Antigone canadensis, Syn.: Grus canadensis) ist eine Vogelart aus der Familie der Kranichvögel. Er kommt in Nordamerika und im äußersten Nordosten Asiens vor. Der Kanadakranich ist gleichmäßig graubraun gefärbt. Ausgewachsene Vögel haben am Vorderkopf eine rote Partie, weiße Wangen und einen langen, spitzen Schnabel.
Der Bestand wird weltweit auf 650.000 Tiere geschätzt. Während die Unterarten Kleiner Kanadakranich (G.c. canadensis) und Gewöhnlicher Kanadakranich (G. c. rowani) als nicht bedroht gelten, ist der Bestand der Mississippi-Kraniche (G. c. pulla) aufgrund der Verschmutzung des Flusses stark zurückgegangen. Von dieser Unterart werden nur noch 120 bis 300 Altvögel gezählt.

## Erscheinungsbild

### Altvögel
Ein Geschlechtsdimorphismus besteht nicht. Die Körperlänge reicht von 88 bis 120 Zentimetern, die eigentliche Körperlänge beträgt davon vierzig bis fünfzig Zentimeter. Die Weibchen sind in der Regel etwas kleiner als die Männchen. Ihre Flügelspannweite liegt zwischen 160 und 210 Zentimetern. Sie erreichen ein Gewicht von 3–6 kg. Die Iris ist orange bis braunorange, Der Schnabel ist braun. Die Beine und Füße sind dunkelgrau.
Stirn und Scheitel des Kanadakranichs sind nicht befiedert, sondern weisen nur spärliche und kurze haarförmige Borsten auf. Das Kinn und die Kehle sind weiß, das übrige Gefieder ist rauchgrau, wobei die Körperoberseite etwas dunkler ist als die Körperunterseite. Abgenutztes Gefieder hat häufig eine braune Tönung. In der Mauserzeit färbt sich das Gefieder durch im Wasser enthaltene Eisenoxide, so dass das Rückengefieder einen rostroten Anflug hat.

### Jungvögel
Frisch geschlüpfte Dunenjunge sind an der Kopfoberseite, dem hinteren Hals, dem Rücken und den Flügeln kastanienbraun. Die Körperoberseite, die Brust und die Halsvorderseite sind deutlich heller und weisen einen rötlichen Anflug auf. Der Bauch und die Kehle sich grau weißlich. Das zweite Dunenkleid ähnelt dem ersten, ist aber insgesamt weniger kontrastreich.
Im Jugendkleid weisen die Jungvögel zunächst einen rötlichen Kopf und Hals auf. Die Körperoberseite ist rötlich gelbgrau und die Körperunterseite schmutzig grau. Im ersten Herbst-Winter-Kleid haben Jungvögel einen grauen Hals und Kopf. Der Kopf ist zu diesem Zeitpunkt noch vollständig befiedert. Die nackte Stirn und der nackte Scheitel, der für adulte Kanadakraniche charakteristisch ist, erscheinen bei Jungvögeln erstmals, wenn sie ihr erstes Frühjahrskleid tragen. Jungvögel ähneln nun bereits weitgehend den Altvögeln, sie weisen aber noch einzelne rötliche Federn auf. Im zweiten Herbstkleid ist der nackte Hautbereich auf Stirn und Scheitel vollständig ausgebildet.

### Fortbewegung
Auffliegende Kanadakraniche müssen erst am Boden einige Schritte laufen, bevor sie sich in die Luft erheben. Wie andere Kranicharten fliegen sie geradlinig mit kräftigen, weit ausladenden Flügelschlägen. Fliegende Kranichscharen formieren sich häufig zu einem Keil.
Auf dem Boden bewegen sich Kanadakraniche mit weiten, ruhigen Schritten fort. Sie sind außerdem in der Lage zu schwimmen.

### Stimme
Kanadakraniche rufen sehr laut und ausdauernd. Ihr trompetenartiger Schrei erinnert an ein gutturales "R". Durch ihr ständiges Rufen lassen sie sich auch im Flug gut von Reihern unterscheiden.
Wie bei anderen Kranichenarten ist auch für den Kanadakranich das gemeinsame Duett mit dem Partnervogel charakteristisch. Dabei stehen die beiden Vögel parallel in einem Abstand von zwei bis drei Metern voneinander. Das Duett beginnt durch das Männchen. Beim Rufen sind die Flügel des Männchens angelegt, der Hals ist nach oben und leicht nach hinten ausgestreckt. Der Schnabel weist nach oben. Das Weibchen hat den Hals ebenfalls nach oben gestreckt, hält den Schnabel jedoch in horizontaler Lage. Es ruft, bis das Männchen schweigt.
Die gemeinsamen Duette der beiden Partnervogel haben mehrfache Funktionen. Sie werden sowohl im Brutrevier als auch im Überwinterungsgebiet ausgeführt, haben aber ihre Hauptfunktion als territoriales Signal.

## Verbreitung

Das Verbreitungsgebiet des Kanadakranichs

Der Kanadakranich ist die am weitesten verbreitete Kranichart. Die Brutgebiete der Kanadakraniche liegen vor allem in den Moorgebieten der Taiga des zentralen und nördlichen Kanadas und Alaskas; zudem in einigen Teilen des Mittleren Westens und südlichen Ostens der USA sowie im äußersten Nordosten Asiens. Das Hauptbrutgebiet der Art liegt in Nordamerika. Im Nordosten Asiens reicht das Brutgebiet von Uelen bis zu den Niederungen von Kolyma und Alaseja im Westen und bis zur Kamtschatkalandenge und den Niederungen des Flusses Penshina im Südosten.
Auch in Deutschland kommt der Kanadakranich als seltener Irrgast vor. Ob es sich dabei um versprengte Individuen aus dem Osten oder aus Amerika handelt, ist nicht geklärt.

## Lebensraum
Der namensgebende Lebensraum liegt in Nordamerika - in den USA, Kanada und Alaska. In Asien besiedelt der Kanadakranich ein breites, für flache und hügelige Tundren typisches Spektrum an Biotopen (Ostsibirien). Zu diesen zählen Moos-Grasniederungen an Seen mit Wollgrasbülten, Hänge und Ausläufer niedriger Kuppen in der Gebirgstundra, sumpfige Moos-Seggen-Strauch-Hügeltundra, subarktische Moos-Seggen-Zwergstrauch-Bültenflächen mit niedrigen Weiden, Krähenbeeren-, Porst-, Trunkelbeeren und Erlensträuchern, die Sohlen von Gebirgstälern sowie die Mündungsgebiete großer Flüsse und Hügel umgebende Ebenen. In Asien nutzen sie selten Regionen, die in Höhen über 500 Metern liegen sowie Hänge, die eine größere Neigung als 25–30° aufweisen und Ebenen, die im Frühjahr überflutet werden.

## Wanderungen

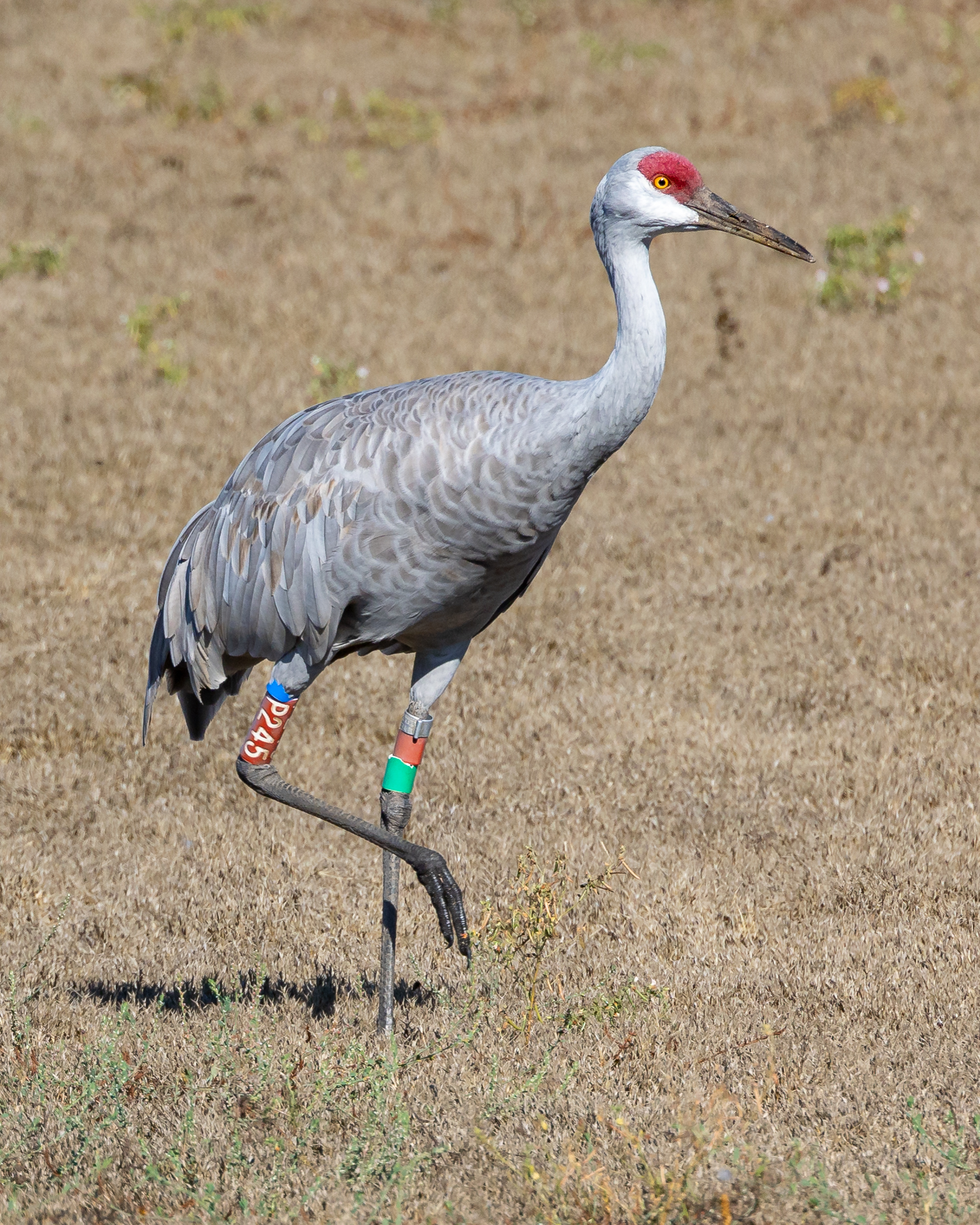
Beringter Kanadakranich während der Winterwanderung in der Llano Seco Unit des Sacramento National Wildlife Refuge Complex in Butte County, Kalifornien

Von den sechs Unterarten sind drei Zugvögel. Der Kleine Kanadakranich brütet in den arktischen und subarktischen Regionen Nordkanadas, Alaskas und im Nordosten Asiens. Er überwintert im Südwesten der USA und im nördlichen Mexiko.
Der Abzug von den Brutplätzen beginnt in Asien bereits Ende Juni. Der Zeitpunkt des Frühjahrszuges hängt von der Witterung ab. In Jahren mit zeitigem Frühjahr erscheinen Kanadakraniche bereits in den ersten Maitagen wieder in ihren asiatischen Brutgebieten. Grundsätzlich erfolgt der Frühjahrszug konzentrierter als der Herbstzug, so dass die im Herbst beobachtbaren Trupps bedeutend kleiner sind.
Die im Nordosten lebenden Vögel müssen auf ihrem Zug eine Strecke von bis zu 8.000 Kilometer überwinden. Der Zug folgt dabei der Küste des Stillen Ozeans westlich der Rocky Mountains. Innerhalb der Familie der Kranichvögel ist der Kanadakranich  daher die Art mit der längsten Zugstrecke.
Die in Asien brütenden Kraniche überqueren im Frühjahr von der Sewardhalbinsel aus die Beringstraße. Sie ziehen südlich der Rotmanowinsel und erreichen den asiatischen Kontinent südlich der Lawrentiabucht und überqueren dann die Metschigmenbucht und die Metschigmenenge. Wenn sie die Beringbucht erreichen, fliegen sie in einer Höhe von 2000 bis 2400 Metern und mit einer Geschwindigkeit von 60 bis 65 km/h. Über dem Meer ist die Zugfront 10 bis 12 Kilometer breit und fächert sich bei Ankunft an der Küste auf 30 bis 40 Kilometer auf. Hinter der Metschigmenebene rasten die Kanadakraniche für mehrere Tage in der Tundra des Erguwo-Nun-jamo-Zwischenstromlandes. Während einer Zeit von fünf bis sieben Tagen bilden sich daher hier bedeutsame Ansammlungen dieser Art. Die Ansammlung löst sich auf, indem sie den großen Tälern entlang weiter zu ihren Brutplätzen fliegen. Je näher sie den Brutplätzen kommen, desto kleiner wird die ziehende Kranichschar.
Zu den Überwinterungsorten des Großen Kanadakranichs und des Gewöhnlichen Kanadakranichs zählen Kalifornien, New Mexico, Mexiko und Texas. Der Platte River in Nebraska zählt zu den bekanntesten Zwischenstopps auf dem Zug in ihre Überwinterungsreviere. Dort versammeln sich im Frühjahr und im Herbst etwa 450.000 Kanadakraniche. In ihren Überwinterungsgebieten versammeln sich die Kranichscharen gewöhnlich zum Übernachten auf weiten Flachwasserflächen mit schlammigem oder sandigem Grund. Mit Anbruch des Tageslichts brechen sie von dort aus zur Nahrungssuche auf Feldern und Sumpfwiesen auf.

## Nahrung
Kanadakraniche nutzen ein großes Spektrum von Insekten, Wasserpflanzen, Wirbellosen und Nagetieren sowie Samen und Beeren als Nahrungsgrundlage. Sie ernähren sich jedoch überwiegend pflanzlich. So besteht beispielsweise auf der Tschuktschen-Halbinsel die Sommernahrung überwiegend aus den Beeren der Krähenbeere. Daneben fressen die Kanadakraniche auch Molte- und Preiselbeeren. Ergänzt wird diese Nahrung durch Insekten und Nagetiere. In Alaska und im Norden Kanadas fressen Kanadakraniche neben diversen Beerenarten auch Fische, Mollusken und fliegende Insekten. Sie fressen auch die Eier und Jungen von Schneegänsen und Schneehühnern.
Überwinternde Kanadakraniche ernähren sich hauptsächlich von Weizen, Gerste und Maiskörnern, die sie auf abgeernteten Feldern finden. Daneben fressen sie tierische Nahrung in Form von Nagetieren, Fischen, Kriechtieren, Fröschen, Insekten und Mollusken.

## Fortpflanzung

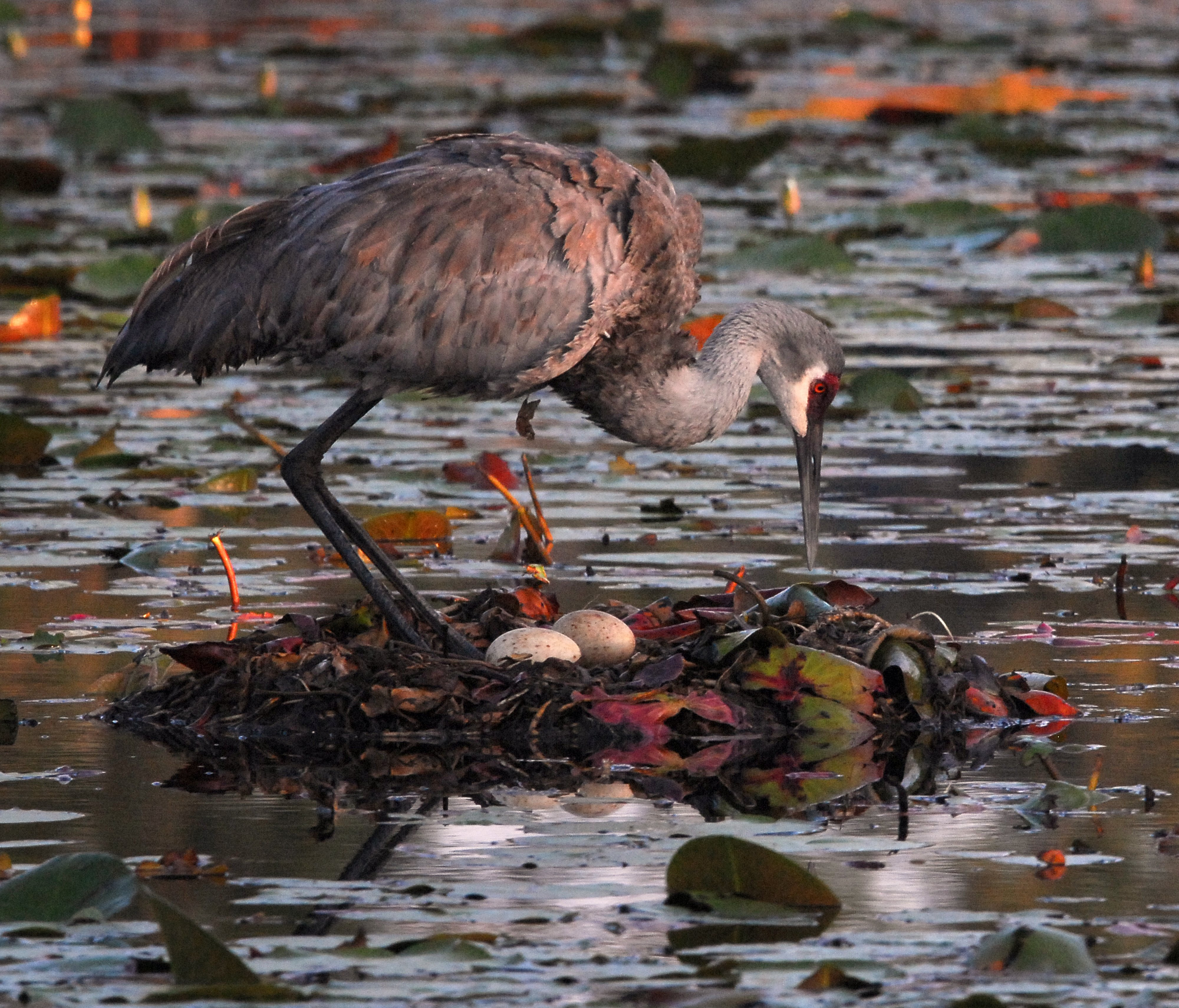
Kanadakranich auf Nest

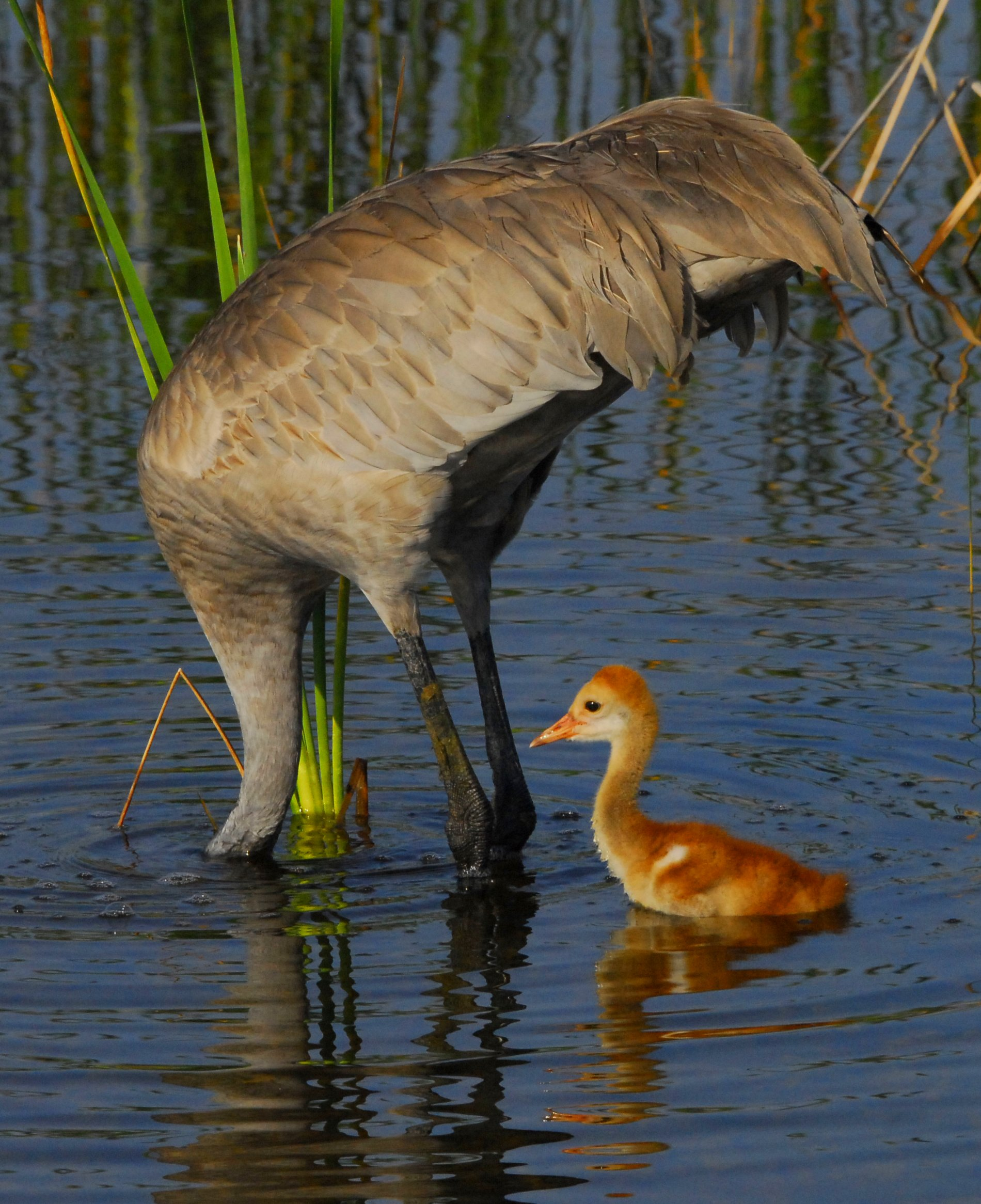
Fressender Kanadakranich mit Jungem

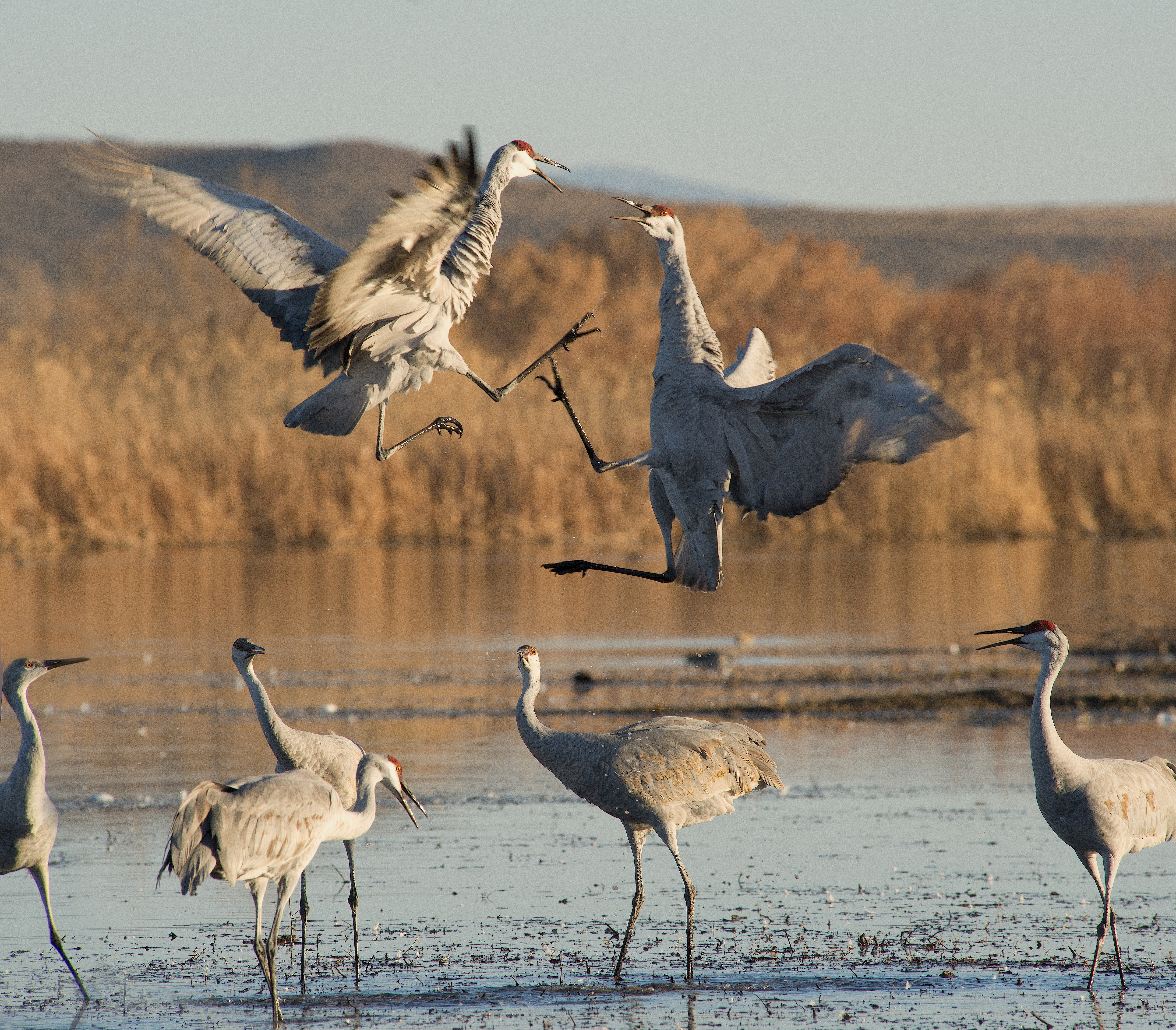
Antagonistisches Verhalten zwischen Kanadakranichen

Kanadakraniche erreichen die Geschlechtsreife im Alter von drei bis vier Jahren. Sie gehen eine monogame Paarbeziehung ein, die Beziehung ist über mehrere Fortpflanzungsperioden beständig.

### Nest
Kanadakraniche legen ihre Nester in Feuchtgebieten in der Ufervegetation an. Der Niststandort ist in der Regel eine trockene Stelle. Selbst in stark versumpften Moos-Seggen-Tundren bauen die Kraniche ihre Nester auf kleinen Erhebungen, die oft von Wasser umgeben sind. Die Nester sind in ihrer Bauweise auffallend unterschiedlich. Vögel, die in den Prärien und Savannen brüten, bauen häufig keine Nester, sondern legen ihre Eier auf den bloßen Boden. In der Regel sind die Nester jedoch ein gut festgestampfter Haufen trockener Seggen- und Wollgrasstengel, die meist mit verschiedenen Kräutern und Gräsern vermischt sind und in die Zweige kleiner Sträucher sowie Moos- und Flechtenbüscheln eingebaut sind. In seltenen Fällen sind die Nester sehr massiv. Sie bestehen dann aus verhältnismäßig dicken Zweigen von Weiden und Zwergbirken, die mit Hilfe von trockenem Moos- und Flechtenbüschen gebaut sind.
Das Nest wird nur einmal benutzt. Kanadakraniche bauen jedes Jahr ein neues Nest.
Das Vollgelege besteht aus zwei Eiern. Die Eischale ist grünlich oder bräunlich bis olivgrün mit rotbraunen Flecken unterschiedlicher Größe, Form und Dichte. Beide Elternvögel brüten. Die Inkubationszeit beträgt 29 bis 30 Tage.

### Aufzucht der Jungvögel
Anders als beispielsweise beim Mönchskranich gibt es eine Nestlingskonkurrenz. Allerdings führt diese nicht notwendigerweise zum Tod eines der beiden Jungtiere. Der Zweikampf endet, wenn die Dominanz einer der beiden Jungvögel feststeht. In der Regel wächst jedoch nur ein Jungvogel heran.
Sobald die Jungvögel das Nest verlassen haben, streift die Familie weit in ihrem Brutrevier an. Mit etwa anderthalb Monaten sind die Jungvögel flügge und beginnen mit ihren Elternvögeln die Migrationen vor dem Herbstzug.

## Unterarten
Innerhalb des großen Verbreitungsgebietes werden sechs Unterarten unterschieden:
- Kleiner Kanadakranich (A. c. canadensis)
- (Gewöhnlicher) Kanadakranich (A. c. rowani)
- Großer Kanadakranich (A. c. tabida)
- Florida-Kranich (A. c. pratensis)
- Mississippi-Kranich (A. c. pulla)
- Kubakranich (A. c. nesiotes)

## Sonstiges
Zur Rettung der seltenen Schreikraniche wurde unter anderem versucht, deren Eier von Kanadakranichen ausbrüten zu lassen. Dieses Projekt ist jedoch gescheitert, da von Kanadakranichen ausgebrütete Schreikraniche auf diese Art als Sexualpartner geprägt wurden.

## Belege

### Einzelbelege
1. ↑   Sale, S. 165
2. ↑   Potapov & Flint, 1989, S. 228
3. ↑   Potapov & Flint, 1989, S. 227
4. 1 2 3   Potapov & Flint, 1989, S. 234
5. ↑   Potapov & Flint, 1989, S. 229
6. ↑  Codrops: Kanadakranich - Steckbrief, Verbreitung, Bilder. Abgerufen am 13. November 2024 (deutsch).
7. ↑  Kanadakranich in Europa - Kraniche. Abgerufen am 13. November 2024.
8. ↑  Kanadakranich. Observation.org Deutschland, abgerufen am 13. November 2024.
9. ↑   Potapov & Flint, 1989, S. 230 und S. 231
10. 1 2   Potapov & Flint, 1989, S. 230
11. 1 2 3   Potapov & Flint, 1989, S. 232
12. 1 2   Potapov & Flint, 1989, S. 231